# Fissidens polyphyllus
Fissidens polyphyllus là một loài Rêu trong họ Fissidentaceae. Loài này được Wilson ex B.S.G. mô tả khoa học đầu tiên năm 1851.